# Jordan Fisher
Pour les articles homonymes, voir Fisher.
Jordan William Fisher, né le 24 avril 1994 à Birmingham (Alabama), est un acteur, chanteur et danseur américain. 
Il a notamment joué dans Teen Beach Movie, Liv et Maddie, À tous les garçons : P.S. Je t'aime toujours et Work It.

## Biographie

### Enfance et jeunesse
La mère de Jordan Fisher a seize ans quand il naît. Il est adopté par Rodney et Pat Fisher, qui adoptent plus tard un autre garçon, Cory (né le 6 mars 2001), et une fille, Trinity (née le 29 juillet 2003). Ils n'ont cependant aucune relation avec leur mère biologique. Jordan déménage à Los Angeles avec sa famille, afin de commencer sa carrière d'acteur.

### Vie privée
Depuis 2016, il est en couple avec Ellie Woods, son amie d'enfance. Ils annoncent leurs fiançailles le 29 mai 2019. Ils se marient le 21 novembre 2020 lors d'une cérémonie privée à Walt Disney World. Le couple annonce en décembre 2021 qu'il attend un enfant, un fils, qui naît le 7 juin 2022 et se prénomme Riley William.

### Carrière

#### Acteur
Il commence sa carrière en tant que vedette invitée dans iCarly et dans The Hustler en 2009. Il a ensuite un rôle récurrent en 2012 dans La Vie secrète d'une ado ordinaire, où il joue Jacob, le demi-frère de Grace.
En 2013, il joue dans le Disney Channel Original Movie Teen Beach Movie, où il tient le rôle de Seatcat.
En 2014, il joue le temps d'un épisode Dylan dans la série Les Thunderman. Il reprend son rôle de Seatcat dans Teen Beach 2.
Il apparait dans quelques épisodes de Liv et Maddie, en tant que Holden, le voisin des Rooney.
En 2015, il est choisi pour jouer le rôle de Doddy dans Grease: Live!, diffusé le 31 janvier sur FOX. Et il apparaît dans deux épisodes de la célèbre série Teen Wolf où il incarne Noah Patrick.
En 2017, il participe et remporte la 25e saison de Dancing with the Stars avec comme partenaire Lindsay Arnold (en).
Le 7 octobre 2018, il débute l'animation de l'émission Dancing with the Stars Juniors sur ABC, au côté de Frankie Muniz.
En 2019, on le voit dans le rôle du personnage principal du téléfilm américain Rent, où il joue Mark Cohen.
Puis en 2020, il est choisi pour le rôle de John Ambrose McLaren, dans le film À tous les garçons : P.S. Je t'aime toujours sur Netflix, il jouera également dans le troisième film To All The Boys: Always and Forever, Lara Jean en 2021/2022 aux côtés de Lana Condor et Noah Centineo. On le voit aussi dans le nouveau film original Netflix produit par Alicia Keys sorti le 7 août 2020, Work It, où il incarne Jake Taylor aux côtés de Sabrina Carpenter, Liza Koshy et Keiynan Lonsdale. 

#### Chanteur
En 2013, il sort le single By Your Side. Il sort l'année suivante quatre singles : Never Dance Alone, What I Got, This Christmas et The Christmas Song. Il fait partie des artistes de Disney Channel Circle of Stars et chante Do You Want To Build a Snowman, reprise du film La Reine des neiges. Il participe également à la bande originale de Liv et Maddie sur sa version de True Love. 
Il prête sa voix pour des chansons de la bande originale de Teen Beach 2, Wanna Be With You, Falling For Ya avec Chrissie Fit, ainsi que Gotta Be Me, That's How We Do et Best Summer Ever avec le cast du film. Il signe en 2015 un contrat avec Hollywood Records.
Il sort le 31 janvier 2016, le soir de Grease: Live!, une chanson appelée "Counterfeit".
Il sort le premier single de son album, "All About Us" le 8 avril 2016, et annonce qu'il sortira un EP éponyme le 19 août 2016.

#### Théâtre
Il fait ses premiers pas à Broadway avec la troupe de Hamilton, là où il tient le rôle de John Laurens/Philip Hamilton. Le 28 janvier 2020, il reprend le rôle titre de la comédie musicale Dear Evan Hansen.

## Discographie

### Extended plays
- Jordan Fisher, sorti le 19 août 2016 chez Hollywood Records (numérique)

### Singles
- The Christmas Song (Chestnuts Roasting on an Open Fire), 16 décembre 2016
- Always Summer, 31 mars 2017
- Happily Ever After (Full Version) feat Angie Keilhaue, 12 mai 2017
- Mess, 6 octobre 2017
- Côme december, 3 novembre 2017
- You've Got a Friend on Me .feat Olivia Holt, 20 avril 2018
- Be Okay, 22 novembre 2019
- All I Want For Christmas Is Love .feat Julianne Hough, 29 novembre 2019
- Contact, 21 février 2020
- Walking on the Ceiling, 7 avril 2020
- 1949 (from The Flash: Season 7), 20 juillet 2021
- Everything I Ever Wanted (from Hello, Goodbye and Everything in Between), 7 juillet 2022

### Ep
Jordan Fisher - EP
- 1. All About Us
- 2. Counterfeit
- 3. All I Wanna Do
- 4. Lookin' Like That

### Autres
- True Love, avec Dove Cameron, extrait de Liv and Maddie: Music from the TV Series, 2015
- Teen Beach 2 OST, avec le casting de Teen Beach 2, 2015
- Thin Air, avec Olivia Holt, extrait de Olivia, 2016
- Summer Nights, avec le casting de Grease: Live!, extrait de Grease: Live!, 2016
- Those Magic Changes, avec Aaron Tveit, extrait de Grease: Live!, 2016
- You're Welcome, avec Lin-Manuel Miranda, extrait de Vaiana OST, 2016

## Filmographie

### Cinéma

#### Longs métrages
- 2020 : À tous les garçons : P.S. Je t'aime toujours de Michael Fimognari : John Ambrose McClaren
- 2020 : Work It de Laura Terruso : Jake Taylor
- 2021 : Tick, Tick... Boom! de Lin-Manuel Miranda
- 2022 : Hello, Goodbye, and Everything In Between de Michael Lewen : Aidan

#### Courts-métrages
- 2013 : It Remain d'Andrew Morgan

### Télévision

#### Téléfilms
- 2013 : Teen Beach Movie de Jeffrey Hornaday : Seacat
- 2015 : Teen Beach 2 de Jeffrey Hornaday : Seacat
- 2016 : Grease: Live! de Thomas Kail et Alex Rudzinski : Doddy
- 2019 : Rent de Michael Greif et Alex Rudzinski : Mark Cohen

#### Séries télévisées
- 2009 : iCarly : Clarke (1 épisode)
- 2009 : The Hustler : Mario (1 épisode)
- 2012 : La Vie secrète d'une ado ordinaire : Jacob (9 épisodes)
- 2015-2017 : Liv et Maddie : Holden
- 2014 : Les Thunderman : Dylan (1 épisode)
- 2015 : Teen Wolf : Noah Patrick (2 épisodes)
- 2016 : Bones : Ian Johnson (1 épisode)
- 2018-2020 : She-Ra et les Princesses au pouvoir : Seahawk (voix)
- depuis 2021 : The Flash : Bart West-Allen
- 2021 : High School Musical : La Comédie musicale, la série : Jamie Porter, le grand frère de Gina Porter (saison 2, épisode 11)

### Doublage
- 2015 : Until Dawn : Matthew "Matt"

## Voix françaises
| - Karim Barras dans : - Teen Beach Movie (téléfilm) - Teen Beach 2 (téléfilm) - Liv et Maddie (série télévisée) et aussi - Paolo Domingo dans Grease: Live! (téléfilm) - Rémi Caillebot dans Teen Wolf (série télévisée) - Jean-Michel Vaubien dans Bones (série télévisée) - Stanislas Forlani dans High School Musical : La Comédie musicale, la série (série télévisée) - Pascal Nowak dans À tous les garçons : P.S. Je t'aime toujours - Gauthier Battoue dans Work It |